# Zaragoza (provins)
 For alternative betydninger, se Zaragoza (flertydig). (Se også artikler, som begynder med Zaragoza)
Zaragoza er en provins i det nordlige Spanien, centralt beliggende i den autonome region Aragon. Den grænser til provinserne Tarragona, Lleida og Teruel, Guadalajara, Soria, La Rioja, Navarra og Huesca.
Provinshovedstaden er Zaragoza, som også er regionshovedstad i den autonome region. Andre byer i Zaragoza er Calatayud.
Provinsen har et areal på 17.274 km² og godt 900 000 indbyggere. Næsten en tredjedel af disse bor i provinshovedstaden. Der er 292 kommuner i provinsen, men mere end halvdelen af disse har færre end 300 indbyggere.